# NGC 3825
NGC 3825 (ook: NGC 3852) is een balkspiraalstelsel in het sterrenbeeld Maagd. Het hemelobject werd op 15 maart 1784 ontdekt door de Duits-Britse astronoom William Herschel.

## Synoniemen
- UGC 6668
- MCG 2-30-18
- ZWG 68.36
- HCG 58B
- PGC 36348